# Vladimir Aïtoff

a Compétitions nationales et continentales officielles uniquement.

b Matchs officiels uniquement.

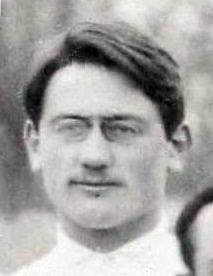
Vladimir Aïtoff en décembre 1899, au RCF.

Vladimir Aïtoff, né le 5 août 1879 à Paris 6e et mort le 6 septembre 1963 à Paris 16e, fut sous-officier de l'armée française, médecin et joueur français de rugby à XV.

## Biographie
Fils de l'émigrant révolutionnaire russe et franc-maçon David Alexandrovitch Aitov (1854 - 1933).

### Champion olympique
Durant ses études de médecine, Vladimir Aïtoff devint joueur titulaire au Racing club de France, comme troisième ligne centre ou latéral. À ce titre, il fait partie de la sélection de l'USFSA qui revint avec la médaille d'or des Jeux olympiques d'été de 1900 devant une équipe allemande et une équipe anglaise.

### Étudiant en médecine
En 1903 et 1904, Aïtoff est l'élève de l'éminent neurologue Joseph Babinski.
En 1905, il émigre à Saint-Pétersbourg où il devient médecin à l'Hôpital français.

### Soldat de la Première Guerre mondiale
Il y reste jusqu'à l'éclatement de la Première Guerre mondiale où il devient sous-officier membre de la mission militaire française en Russie. Son engagement exemplaire lui vaut d'être décoré de multiples fois et fait l'objet de plusieurs citations. Il est décoré chevalier de la Légion d'honneur en 1920.

### Médecin
Il devint par la suite un hépato-gastroentérologue renommé des Hôpitaux de Paris, spécialisé en alcoologie au Kremlin-Bicêtre. Engagé dans la lutte contre la prostitution et contre l'alcoolisme, il est avec Germaine Campion et André-Marie Talvas un des membres fondateurs du Mouvement Vie Libre.

### Déportation
En août 1944, il est déporté à Buchenwald par l'occupant d'où il revient sain et sauf à l'issue de la guerre.

## Famille
Il était le demi-frère de la pianiste Irène Aïtoff.

## Palmarès sportif

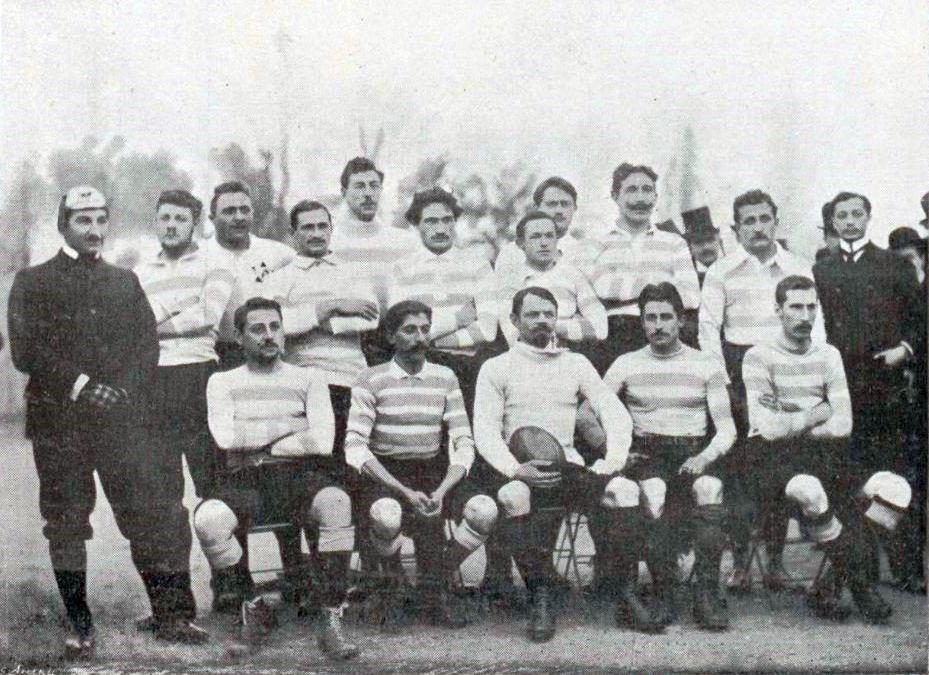
V.Aïtoff au Racing, en 1899 (debout, 3e joueur en partant de la droite).

- Champion olympique de rugby en 1900
- Champion de France de rugby en 1900 et 1902

## Œuvres
- Dr Aïtoff., Contribution à l'étude des effets du sulfure de carbone ; G. Steinhail, Paris, 1905
- Dr Aïtoff., Quelques réflexions sur la prostitution réglementée ; Ligue française pour le relèvement de la moralité publique, Paris 1941
- Dr Aïtoff., Le Problème de l'alcoolisme ; Cartel d'action morale et sociale ; Ligue nationale contre l'alcoolisme, Paris 1949
- Dr Aïtoff., Ce que tout Français devrait savoir ; Comité de défense contre l'alcoolisme, Paris 1956